# شهرستان سلیمان-استالسکی
شهرستان سلیمان-استالسکی (به لاتین: Suleyman-Stalsky District) یک شهرستان در روسیه است که در داغستان واقع شده‌است.